# Guam aux Jeux olympiques d'été de 2004
Guam a envoyé 6 athlètes aux Jeux olympiques de 2004 à Athènes en Grèce.

## Résultats

### Athlétisme
1 500 m hommes :
- Neil Weare : 1er tour, 4 min 05 s 86

1 500 m femmes :
- Sloan Siegrist - 1er tour, 4 min 44 s 53

### Natation
100 m Papillon Hommes
- Daniel O'Keeffe - En série, 57.39 s

### Lutte
Lutte Libre Hommes 84 kg
- Jeffrey Cobb - Éliminé dans la poule D

## Officiels
- Président : Mr. Ricardo Blas
- Secrétaire général : Mr. Bob Steffy